# Hannelore Mabry
Hannelore Mabry (* 27. August 1930 in Chemnitz; † 20. März 2013 in München; geborene Hannelore Katz) war eine deutsche Frauenrechtlerin, Autorin, Diplom-Soziologin, Schauspielerin, Synchronsprecherin und Journalistin. Sie gilt als Mitgründerin der Neuen Frauenbewegung in Deutschland. Als Darstellerin und Sprecherin ist sie auch unter dem Künstlernamen Lorley Katz bekannt.

## Familie
Hannelore Mabrys Vater Alfred Katz (* 30. März 1882; † 1943) war technischer Direktor der Siemens-Schuckertwerke, die Mutter Johanne geborene Fromme (* 30. Juli 1902; † September 1986) durfte im Gegensatz zu ihren Brüdern nicht studieren, wollte aber nach Aussagen ihrer Tochter Hannelore Mabry dennoch nicht nur Hausfrau und Mutter sein. Nach 1945 ließ sich Johanne Katz in Bielefeld nieder und engagierte sich frauen- und friedenspolitisch in der FDP.

## Schauspielkarriere
Hannelore Mabry machte 1947 vorzeitiges Abitur in Chemnitz und wechselte anschließend als Stipendiatin an die städtische Schauspielschule Bonn. In Düsseldorf legte sie 1950 bei Gustaf Gründgens die Bühnenreifeprüfung ab und trat unter dem Namen Lorley Katz in den folgenden Jahren in Pforzheim, Karlsruhe, Rheydt, Essen und Nürnberg auf.
Im April 1953 heiratete Mabry den Techniker Dieter Kretz. Die Ehe wurde 1955 geschieden. Die gemeinsame Tochter lebt heute in Südfrankreich. Im Juli 1956 heiratete sie den US-Amerikaner Paul Michael Mabry und lebte mit ihrer Tochter von Dezember 1956 bis Juni 1958 in Boston, wo Hannelore Mabry u. a. für die deutschsprachige Radiosendung German Radio Hour als Sprecherin arbeitete. Die Hoffnungen auf eine Schauspielkarriere des Mannes erfüllten sich nicht. Finanzielle Engpässe und sich verschlechternde persönliche Beziehungen führten zur Rückkehr Hannelore Mabrys nach Deutschland im Sommer 1958. Die Ehe wurde im Juli 1968 ebenfalls geschieden.
Hannelore Mabry versuchte 1958 erneut, als Schauspielerin in Deutschland Fuß zu fassen; einzelne Engagements, etwa bei den Ruhrfestspielen in Recklinghausen 1959, brachten jedoch nicht den erhofften Erfolg. Zu ihren raren Filmauftritten zählen die Operette Die Dubarry mit Willy Fritsch und das Drama Michael Kramer mit Martin Held. Daneben wirkte sie auch als Synchronsprecherin und lieh ihre Stimme u. a. der Lehrerin Fräulein Kassandra in der Zeichentrickserie Biene Maja.

## Engagement für Frauenrechte
Nach dem Umzug nach München und weiterhin ausbleibenden regelmäßigen Einkünften entschloss sie sich zu einem Neuanfang: Mit dem Wintersemester 1966/1967 nahm sie an der Ludwig-Maximilians-Universität München das Studium der Soziologie, Volkswirtschaft, Politikwissenschaft und Psychologie auf. Parlamentarismus und Marxismus waren Studienschwerpunkte, daneben belegte Mabry einige Seminare zur sogenannten Frauenfrage. Von Teilnahme an Protestveranstaltungen und der ‚Studentenrevolte' ist hingegen nichts bekannt. In Unterlagen der Fachschaft Soziologie wird Mabry lediglich als Kontaktperson der Betriebsgruppe für die Firma Agfa in München erwähnt.
1971 legte Hannelore Mabry ihre Diplomarbeit im Hauptfach Soziologie mit der Studie Die Relevanz weiblicher parlamentarischer Arbeit für die Emanzipation der Frau. Versuch einer politisch-soziologischen Studie über die weiblichen Abgeordneten des Bayerischen Landtages von 1946–1970 vor. Unter dem Titel Unkraut ins Parlament veröffentlichte sie die Arbeit 1972 (2. Auflage 1974). Damit nahm sie Bezug auf einen Ausspruch des CSU-Mitbegründers und früheren bayerischen Landtagspräsidenten Michael Horlacher („Als Einzelne wirkt die Frau wie eine Blume im Parlament, aber in der Masse wie Unkraut“, 1950).

## Frauenforum e. V.
Das Thema Frauen in politischen Ämtern/Mandaten war zeitgemäß. Emanzipation als viel besetzter Begriff erhielt in den späten 1960er Jahren bald überwiegend frauenspezifische Bedeutung. 1971 lag der Beginn von Mabrys organisiertem Engagement für die Frauenbewegung: Im Dezember gründete sie das Frauenforum München e. V. (FFM); ab 1972 mit der ersten Zeitschrift der zweiten Frauenbewegung Informationen des Frauenforum München e. V., ab Nr. 1/1974 Frauenforum – Stimme der Feministen. Das in erster Linie für bessere Information, Koordination und Integration von nationalen und internationalen Frauengruppen initiierte Frauenforum widmete sich auch lokalen politischen Prozessen (z. B. Münchner Stadtratswahl 1972) und der Literaturkritik. Hannelore Mabry zeichnete als presserechtlich Verantwortliche und war auch Autorin fast aller Beiträge. Ab 1974 ändern sich Ton und Charakter der Zeitschrift mit Aufnahme des Begriffs Feminist in Vereinsnamen und Zeitschriftentitel, wohl auch schon des Vereins. Kämpferische Begriffe und Artikel gegen Patriarchen und Partiarchalinnen lösten die vormals weitgehend integrative Sammlung von Terminankündigungen, Berichterstattung sowie veranstaltungsorientierte Vereinsarbeit ab. Der von Beginn an gemischtgeschlechtliche Ansatz des Vereins stößt bis heute in der autonomen Frauenbewegung auf Ablehnung. Mabrys politischer Stil forderte vereinsinterne sowie öffentliche Kritik heraus. Im Winter 1975 kam es zum Bruch. Nach einer Nicht-Entlastung des Vorstandes trennten sich Mabry und einige andere vom Frauenforum und gründeten 1976 den Förderkreis zum Aufbau der Feministischen Partei (ab 1990 Förderkreis Der Feminist), dessen Organ ab 1976 in München als Der Feminist erschien. Das Frauenforum bestand ohne Hannelore Mabry bis 1996.

## Die Förderkreise
Mit den Förderkreisen (und dem Feministen) hatte sich Mabry nun ein Forum geschaffen, in welchem sie ihre inzwischen ausgefeilten pazifistischen, feministischen Theorien veröffentlichen konnte. In sogenannten Straßenaktionen (wöchentlichen Verkaufs- und Informationsständen des Förderkreises in der Münchner Innenstadt), bei vielfältigen Diskussionsveranstaltungen des Vereins und Mabry selbst, aber auch in der internationalen Korrespondenz rekurrierte Mabry im Wesentlichen auf ihre feministische Marx-Kritik und den von ihr entwickelten Gruß „Heil Kind!“ als Symbol ihrer kinderzentrierten Thesen. Hannelore Mabry arbeitete und lebte für ihre Ziele: Verbreitung ihrer politischen Positionen, Vereinsarbeit, Veröffentlichungen, Spendensammlungen und neue Abonnenten; dies gewährleistete über weite Strecken ihren Unterhalt.
Mit einigen öffentlichkeitswirksamen Aktionen erlangte Mabry in den 1980er Jahren bundesweit Bekanntheit: Im Winter 1983 begann sie mit einigen Mitstreiterinnen (und einem Mitstreiter) das Kettenfasten von Müttern. Helft Müttern im Kampf gegen die Gewalt! in der Münchner Liebfrauenkirche. Diese unangemeldete „Besetzung des Münchner Liebfrauendoms und Hausfriedensbruch durch Hannelore Mabry“ (so das Erzbischöfliche Ordinariat in der folgenden Strafanzeige) ließ das Ordinariat polizeilich räumen. Hannelore Mabry klagte mehrinstanzlich erfolgreich u. a. gegen die Gebührenbescheide für den Polizeieinsatz. Als am 3. Mai 1987 Papst Johannes Paul II. nach München kam, wollte Mabry mit dem Förderkreis gegen den ihn protestieren. Trotz Anmeldung der Demonstration und öffentlichem Aufbau der Transparente wurde die Protestaktion vorzeitig von der Polizei aufgelöst, sie selbst noch vor Erreichen des Demonstrationsortes in polizeilichen Gewahrsam genommen und für sieben Stunden festgehalten. Bis 1991 klagte Hannelore Mabry erfolgreich u. a. gegen die Ingewahrsamnahme bzw. den Vollzug vom novellierten Polizeiaufgabengesetz (Bayern).
Die langjährige Unterstützerin und friedenspolitisch engagierte Emilie Schurig hinterließ dem Förderkreis im Jahre 1986 umfangreiche Buch- und Zeitschriftenbestände und der Grünen-Bundestagsabgeordneten Petra Kelly zwei kleine Wohnungen in der Münchner Au zur Nutzung für frauenrelevante Bildungsarbeit. Mabry und Kelly kannten sich seit Beginn der 1970er Jahre; Kelly überschrieb Mabry die Wohnungen als Vereinseigentum und finanziellen Rückhalt für das ab 1988 neue Projekt Bayerisches Archiv der Frauenbewegung. In den angemieteten Archivräumen in der Lilienstraße 4, München, veranstaltete Mabry zusätzliche wöchentliche Geschichtswerkstätten; hier fanden bis 2002 auch die äußerst häufigen Vereins- und Vorstandssitzungen statt.
Krankheitsbedingt musste Hannelore Mabry ihre Aktivitäten ab 2001 sehr einschränken. Das Archiv ist geschlossen, die Vereinsarbeit beschränkt sich seitdem auf die notwendigen Verwaltungsakte, die Zeitschrift Der Feminist erschien 1999 mit der Nummer 26 ein letztes Mal mit Mabrys Kernthesen (Neudruck des Beitrags von 1977: Mit oder ohne Marx zum Feminismus?).
Ihr Nachlass befindet sich heute am Institut für Zeitgeschichte in München, insbesondere die Akten der Vereine und der Bestand des vormaligen Bayerischen Archivs der Frauenbewegung, aber auch Privatakten. Die von Hannelore Mabry akquirierten Spenden und Nachlässe für den Verein dienen nun zur Förderung wissenschaftlicher Arbeiten zum Thema Frauenbewegung.

## Persönliches
Hannelore Mabry lebte zuletzt in einem Münchener Seniorenwohnheim.
Am 20. März 2013 verstarb sie im Alter von 82 Jahren in München.

## Werke (Auswahl)
- Unkraut ins Parlament, München: Vögel, 1971; 2. aktualisierte Auflage, Lollar: Achenbach, 1974.

## Dokumentarfilm
- Hannelore Mabry – Ein filmisches Porträt von Helke Sander, 32 min., Deutschland 2005[1], in: Edition der Filmemacher: Helke Sander, good!movies, Berlin 2016.

## Filmografie (Auswahl) als Lorley Katz

### Filme
- 1951: Die Dubarry
- 1960: Konto ausgeglichen
- 1960: Die liebe Liebe
- 1960: Es geschah an der Grenze
- 1960: Der sichere Tip
- 1961: Als der Schleier fiel…
- 1962: Das Mittagessen (Kurzfilm)
- 1963: Den Tod in der Hand
- 1963: Winterquartier
- 1964: Lydia muss sterben
- 1964: Maibritt, das Mädchen von den Inseln
- 1965: Michael Kramer
- 1966: Die Stärkere
- 1970: Kleine Fahrt ins Rokoko
- 1976: Cash!

### Fernsehserien
- 1960: Es geschah an der Grenze
- 1962: Das Fernsehgericht tagt
- 1965: Alarm in den Bergen
- 1970: Die seltsamen Methoden des Franz Josef Wanninger: Kochkünste
- 1975: Man kann auch anders leben

## Synchronrollen (Auswahl)
- 1975: Die Biene Maja
- 1974–1975: Wickie und die starken Männer
- 1976–1977: Pinocchio